# 大和リビング
大和リビング株式会社（だいわリビング）は、東京都新宿区に本社を置く大手不動産会社。大和ハウスのグループ会社である。D-ROOMのブランドで知られている。全国66万世帯のアパートマンションの管理・運営を行う。その他、定期借地権活用事業、社宅・寮管理代行事業、リフォーム事業、保険代理店などを行っている。

## 概要
出典：
- 所在：東京都新宿区西新宿6-11-3 Dタワー西新宿9階
- 設立：1989年10月26日
- 資本金：1億円
- 株主：大和ハウス全額出資

## 事業内容

### 賃貸住宅D-room
大和リビングによって運営されている賃貸住宅ポータルサイト。

### サツキ物件
手続きや追加費用が不要の物件。
※物件によりサービス内容は異なる。
サツキとはサービス付きの略である。
- リビング補償制度（手続き不要の家財保険）
- D.U-NET
- D-room TV
- D-room Books
- Web英会話
- 家具家電付き
- 道の駅　ハートふる便

### D-room＋
コンテンツが最大3つ選べるサービス。
- D-room Books
- 日経BPビジネス動画セミナー
- Sumally Pocket
- Web英会話
- キッチン＆English
- music.jp books
- music.jp　動画
- IoT D-room

### タダシ物件
敷金・礼金・更新料が0の物件。

### 連帯保証人不要
対象となる賃貸住宅の物件に限り、連帯保証不要制度を利用できる。

### 宿泊関連事業
- ホテル、旅館、宿泊施設の経営
- ホテル、旅館、宿泊施設の建築企画及び運営に関するコンサルタント業務
- ホテル用家具・備品、その他各種物品の販売、レンタル

### エネルギー提供事業
- 管理物件へのエネルギーに関連サービスの提供
- 大型マンション向けに電力を供給する一括受電事業

## テレビCM
2020年9月現在、テレビCMに上野樹里を起用している。

## 関連会社
- 大和ハウス工業
- 大和リース
- 大和エステート
- 大和物流
- デザインアーク
- 大阪マルビル
- ダイワロイネットホテルズ
- ロイヤルホームセンター
- 大和リビング信託
- Double-D
- D.U-NET
- 大和リビングカリフォルニア
- 大和リビングオーストラリア
- 大和リビングベトナム